# The Harder They Fall (2021)
The Harder They Fall ist ein US-amerikanischer Western von Jeymes Samuel, der im Herbst 2021 in die US-Kinos kam und in das Programm von Netflix aufgenommen wurde.
Der Film ist einer der wenigen Western mit ausschließlich schwarzen Hauptfiguren. Er arbeitet darüber hinaus mit Anleihen aus dem Blaxploitation-Kino. Obwohl es sich um einen fiktionalen Film handelt, basieren die Figuren auf echten Personen, Männern wie Frauen, die im amerikanischen Westen des 19. Jahrhunderts lebten, in der Realität jedoch nichts miteinander zu tun hatten.

## Handlung
Ein gepflegtes Holzhaus in der Weite einer kalifornischen Landschaft im 19. Jahrhundert. Der elfjährige Nat Love isst mit seinen Eltern zu Abend, als Rufus Buck und sein Komplize Cortez eintreffen. Buck erschießt Nats Eltern vor seinen Augen und ritzt ihm ein Kreuz in die Stirn.
Zwanzig Jahre später erfährt Nat Love, nunmehr selbst ein Outlaw, dass sich Rufus Buck, der zuvor im Gefängnis saß, auf freiem Fuß befindet. Er trommelt seine alte Gang wieder zusammen, um ihn ausfindig zu machen und sich an ihm zu rächen. Sie begeben sich nach Redwood City. Doch auch Rufus Buck hat eine schlagkräftige Truppe um sich versammelt.

## Produktion

### Filmstab, Besetzung und Dreharbeiten
Es handelt sich bei The Harder They Fall um das Regiedebüt des Singer-Songwriters Jeymes Samuel, bekannt auch unter seinem Bühnennamen The Bullitts.

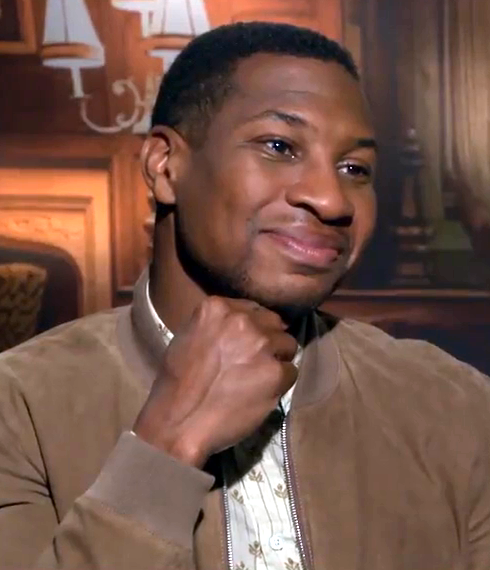
Jonathan Majors spielt den Banditen Nat Love

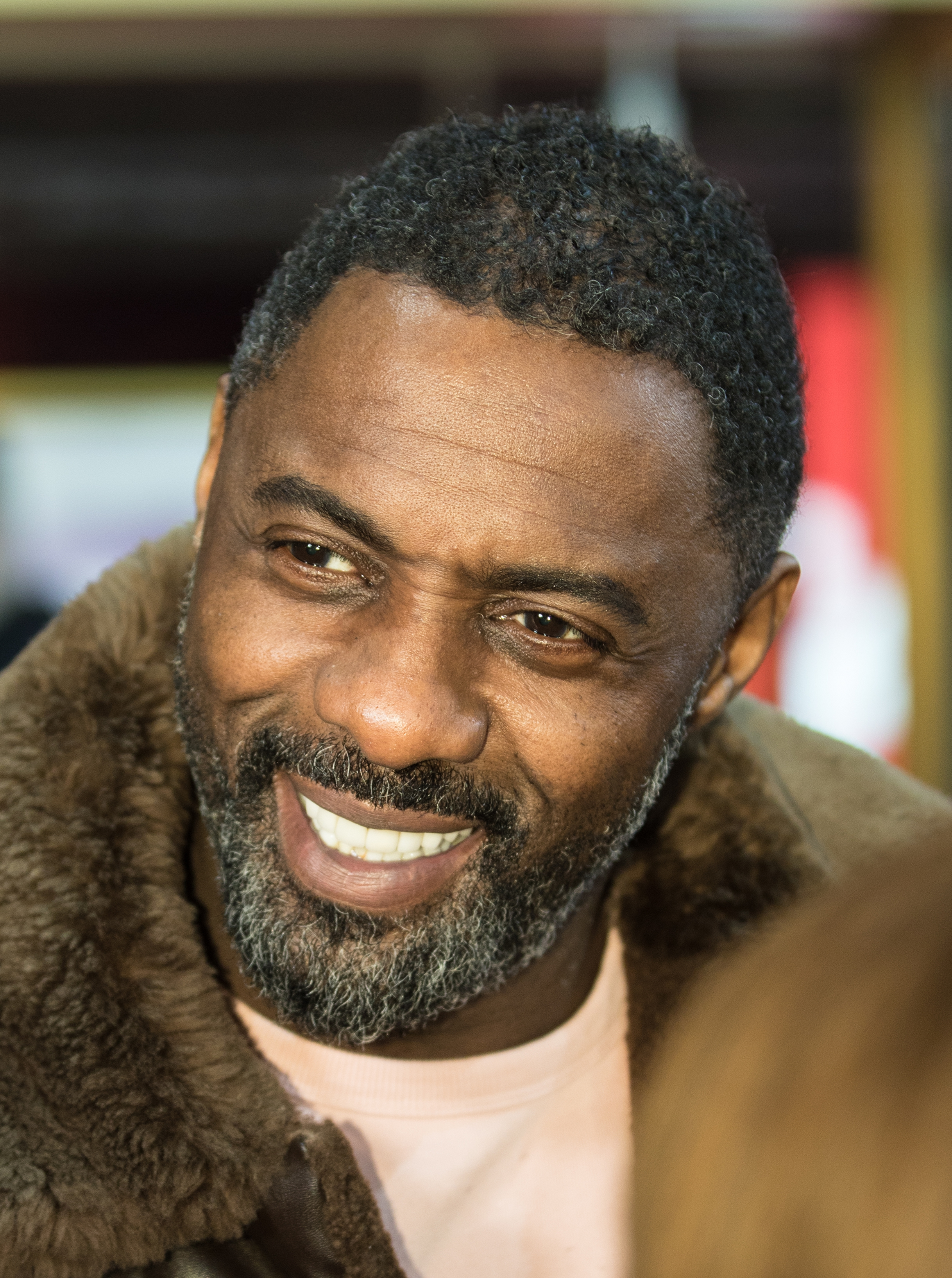
Idris Elba spielt dessen Erzrivalen Rufus Buck

Jonathan Majors spielt den Banditen Nat Love, der Brite Idris Elba dessen Erzrivalen Rufus Buck, der von ihm verfolgt wird. In Samuels mittellangem Film They Die by Dawn aus dem Jahr 2013 hatte er Loves Rolle mit dem im September 2021 verstorbenen Schauspieler Michael K. Williams besetzt.
Zu Loves Bande gehören seine Angebetete Stagecoach Mary gespielt von Zazie Beetz, Bill Pickett gespielt von Edi Gathegi, Cuffee gespielt von Danielle Deadwyler und Jim Beckworth gespielt von RJ Cyler. Der Marshall Bass Reeves, gespielt von Delroy Lindo, unterstützt diese. In They Die by Dawn war die Soul-Sängerin Erykah Badu in der Rolle von Stagecoach Mary zu sehen.
Zu Bucks Bande gehören Trudy Smith gespielt von Oscar-Preisträgerin Regina King und Cherokee Bill gespielt von LaKeith Stanfield, denen Sheriff Wiley Escoe zur Seite steht, gespielt von Deon Cole.
In Nebenrollen sind Julio Cesar Cedillo als Jesus Cortez und Dylan Kenin als General Abbott zu sehen. Mickey Dolan spielt Jake Abbott. Howard Ferguson Jr. spielt einen Gefängniswärter.
Nachdem die Produktion ursprünglich im März 2020 starten sollte und schließlich aufgrund der COVID-19-Pandemie im September 2020 mit den Aufnahmen begonnen wurde, mussten die Dreharbeiten nach fünf Wochen in New Mexico unterbrochen werden, da einer der Schauspieler positiv auf COVID-19 getestet wurde. Überwiegend drehte man auf der Cerro Pelon Movie Ranch in New Mexico. Als Kameraleute fungierten Sean Bobbitt und Mihai Mălaimare Junior.

### Filmmusik und Soundtrack-Alben
Die Musik schrieb Jay-Z gemeinsam mit Samuel. Sie verwendeten dabei Reggae- und Highlife-Klassiker wie Barrington Levys Here I Come und Fela Kutis Let's Start. Samuel hatte mit Jay-Z zuvor für die Musik für den Film Der große Gatsby und dessen Electronica-Album zusammengearbeitet. Ende Juni 2021 wurde von Roc Nation Records das erste Musikstück aus dem Soundtrack als Download veröffentlicht. Es handelt sich dabei um einen Remix von Levys Here I Come, der auch für den ersten Trailer zum Film verwendet wurde. Ende Oktober veröffentlichte die mit einem Grammy ausgezeichnete Reggae-/Dancehall-Künstlerin Koffee einen 30-sekündigen Ausschnitt aus dem neuen Song The Harder They Fall. Der Titelsong des Films ist auch auf dem Soundtrack-Album enthalten. Das komplette Soundtrack-Album mit 14 Musikstücken wurde am 29. Oktober 2021 veröffentlicht. Neben diesem wurde am 14. Januar 2022 von Geneva Club und Roc Nation Records ein Album mit der Filmmusik von Regisseur Jeymes Samuel mit insgesamt 22 Musikstücken veröffentlicht. Samuels Arbeit befindet sich in einer Shortlist in der Kategorie Beste Filmmusik bei der Oscarverleihung 2022.

### Veröffentlichung
Die Weltpremiere erfolgte am  6. Oktober 2021 beim London Film Festival, wo The Harder They Fall als Eröffnungsfilm ausgewählt wurde. Im weiteren Verlauf des Monats wurde er beim Chicago International Film Festival gezeigt. Am 22. Oktober 2021 kam der Film in ausgewählte US-Kinos und wurde am 3. November 2021 in das Programm von Netflix aufgenommen.

## Rezeption

### Altersfreigabe
In den USA erhielt der Film von der MPAA ein R-Rating, was einer Freigabe ab 17 Jahren entspricht. Netflix empfiehlt den Film ab 16 Jahren.

### Kritiken
Der Film konnte insgesamt 88 Prozent der Kritiker bei Rotten Tomatoes überzeugen; bei einer durchschnittlichen Bewertung mit 7,6 von 10 möglichen Punkten, womit er aus den 22. Annual Golden Tomato Awards als Drittplatzierter in der Kategorie Action & Adventure Movies der Filme des Jahres 2021 hervorging.

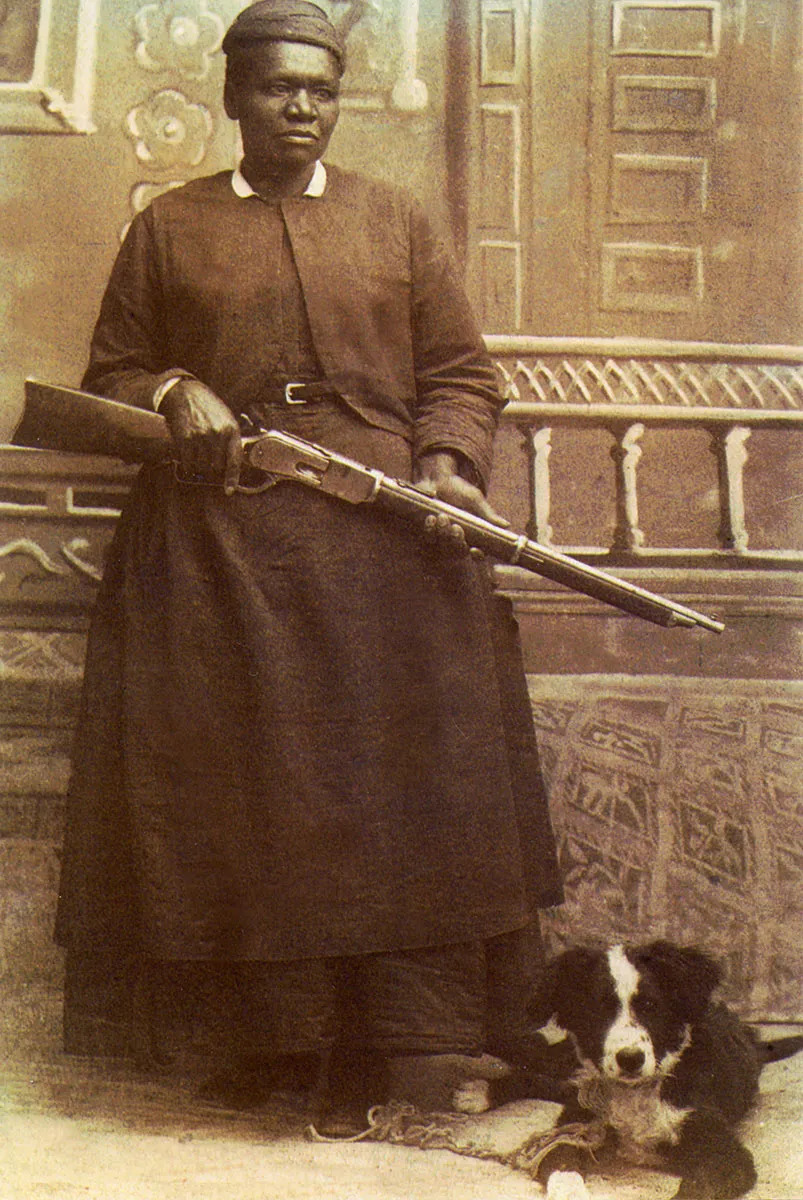
Die echte Stagecoach Mary

David Ehrlich von IndieWire nennt Jeymes Samuels The Harder They Fall einen flotten „Black Western“, der Film setze sich jedoch nicht in gleichem Maße mit dem Thema Rassismus auseinander wie frühere Filme dieses Genres, so Der schwarze Sergeant von John Ford oder Buck and the Preacher von Sidney Poitier. Ebenso präsentiere The Harder They Fall seine Modernität mit einem viel leichteren Touch als Blaxploitation-Klassiker wie Thomasine and Bushrod oder The Legend of Black Charley. Auch wenn der echte Cherokee Bill wahrscheinlich nie eines seiner Opfer als „Motherfucker“ bezeichnete und die echte Stagecoach Mary wohl die Post nicht mit einer geladenen Schrotflinte auslieferte oder R&B-Slow-Jams sang, würden solche gelegentlichen gestalterischen, aus dem 21. Jahrhundert stammenden Elemente einiges dazu beitragen, die Vergangenheit in die Gegenwart zu bringen und weniger die Gegenwart in die Vergangenheit, so Ehrlich.
Christian Neffe vom Filmdienst erklärt, auch wenn die Besetzung der Rollen fraglos ein Statement ist, so seien politische Aussagen in The Harder They Fall doch eher eine Randerscheinung und über weite Strecken nur im Subtext zu finden. Rassismus sei lediglich in einer Sequenz ein Thema, Sklaverei gar keines, und im Vordergrund stehe stattdessen der Spaß an einer klassischen Western-Geschichte voller bewährter Genre-Stereotype, von der wehrhaften Saloon-Besitzerin, den flinken Finger über den erbarmungslosen Sheriff bis hin zum sympathischen Outlaw. All dies werde mit einer gehörigen Portion „Black Excellence“ und Coolness gewürzt. Durch den anachronistischen Soundtrack, bestehend aus Hip-Hop-, Reggae- und R&B-Nummern, sowie die viel zu sauberen, farbenfrohen und offensichtlich frisch zusammengezimmerten Sets grenze sich der Film bewusst von der Maxime des Authentischen ab und übe sich stattdessen durch die postmoderne Aneignung eines filmhistorisch so bedeutsamen Genres, das nicht-weiße Menschen viel zu lange ausblendete, in einer historischen Revision. Wenn am Ende schwarze Menschen auf Schwarze schießen, wirke dies auf Handlungsebene zwar konstruiert, setze damit aber gleichzeitig auch als Metapher ein starkes gesellschaftskritisches Ausrufezeichen.
Leslie Felperin schreibt in The Hollywood Reporter, wenn man es so wolle, seien nicht nur die Figuren darauf aus, sich zu rächen, sondern der Film selbst eine Art Rachephantasie, da er sich die Geschichte aneignet, ähnlich wie Quentin Tarantino in seinem Filmen Django Unchained oder Inglourious Basterds oder in Once Upon a Time in Hollywood. Nehme man all das schwere Zeug aus der Gleichung, sei The Harder They Fall jedoch eine spaßige Hootenanny mit Stil, und allein die Musik sei den Eintrittspreis oder das Monatsabo wert. Ein frühes Highlight sei Guns Go Bang von Jay-Z und Kid Cudi, das Felperin in jeder Hinsicht als einen Knaller beschreibt.

### Auszeichnungen (Auswahl)
African-American Film Critics Association Awards 2022
- Auszeichnung als Bester Film
- Auszeichnung für die Beste Regie (Jeymes Samuel)
- Auszeichnung für das Beste Ensemble
- Auszeichnung für die Beste Musik (Jeymes Samuel, Kid Cudi und Jay-Z)[23]

Artios Awards 2023
- Auszeichnung für das Beste Casting in einem Fernsehfilm (Victoria Thomas & Jo Edna Boldin)[24]

Black Reel Awards 2021
- Nominierung als Bester Film (Lawrence Bender, Shawn Carter, James Lassiter und Jeymes Samuel)
- Nominierung für die Beste Regie (Jeymes Samuel)
- Nominierung für die Beste Nachwuchsregie (Jeymes Samuel)
- Nominierung für das Beste Drehbuch (Jeymes Samuel und Boaz Yakin)
- Nominierung als Bester Hauptdarsteller (Jonathan Majors)
- Nominierung als Beste Hauptdarstellerin (Zazie Beetz)
- Nominierung als Bester Nebendarsteller (Idris Elba)
- Nominierung als Bester Nebendarsteller (LaKeith Stanfield)
- Nominierung als Beste Nebendarstellerin (Regina King)
- Nominierung als Bester Nachwuchsschauspieler (Deon Cole)
- Nominierung als Bester Nachwuchsschauspieler (Edi Gathegi)
- Nominierung als Beste Nachwuchsschauspielerin (Danielle Deadwyler)
- Nominierung für das Beste Ensemble
- Nominierung für die Beste Kamera (Mihai Mălaimare Junior)
- Nominierung für das Beste Szenenbild (Martin Whist)
- Nominierung für den Besten Filmschnitt (Tom Eagles)
- Nominierung für die Beste Filmmusik (Jeymes Samuel)
- Nominierung als Bester Song („The Harder They Fall“, Koffee, Jay-Z und Jeymes Samuel)
- Nominierung als Bester Song („Guns Go Bang“, Jay-Z, Kid Cudi und Jeymes Samuel)
- Nominierung für die Besten Kostüme (Antoinette Messam)[25]

British Academy Film Awards 2022
- Auszeichnung für die Beste Nachwuchsleistung (Jeymes Samuel)

Gotham Awards 2021
- Ensemble Tribute[26]

NAACP Image Awards 2022
- Auszeichnung als Bester Film
- Nominierung als Bester Hauptdarsteller (Jonathan Majors)[27]

National Board of Review Awards 2021
- Auszeichnung als Bestes Schauspielensemble[28]

Satellite Awards 2021
- Nominierung für die Beste Filmmusik (Jeymes Samuel)
- Nominierung für den Besten Tonschnitt[29]

## Synchronisation
Die deutsche Synchronisation entstand nach einem Dialogbuch und der Dialogregie von Marius Clarén im Auftrag der Interopa Film GmbH, Berlin.
| Darsteller         | Synchronsprecher         | Rolle           |
| ------------------ | ------------------------ | --------------- |
| Idris Elba         | Oliver Stritzel          | Rufus Buck      |
| Jonathan Majors    | Fabian Oscar Wien        | Nat Love        |
| Lakeith Stanfield  | Arne Stephan             | Cherokee Bill   |
| Regina King        | Claudia Urbschat-Mingues | Trudy Smith     |
| Danielle Deadwyler | Nurcan Özdemir           | Cuffee          |
| Zazie Beetz        | Zazie Beetz              | Stagecoach Mary |
| Delroy Lindo       | Sven Brieger             | Bass Reeves     |
| Edi Gathegi        | Asad Schwarz             | Bill Pickett    |
| RJ Cyler           | Cedric Eich              | Jim Beckwourth  |
| Dylan Kenin        | Thomas Schmuckert        | General Abbott  |
| Julio Cedillo      | Abelardo Decamilli       | Jesus Cortez    |
| Jacobi Howard      | Peter Sura               | Angel           |
| Mickey Dolan       | David Kunze              | junger Soldat   |
| Damon Wayans Jr.   | Nils Nelleßen            | Monroe Grimes   |
| Chase Dillon       | Carlo Clarén             | Nat Love (jung) |
| Deon Cole          | Samuel Zekarias          | Wiley Escoe     |